# Hedon
Hedon est une ville d'Angleterre (Royaume-Uni) de 6 300 habitants située dans le comté du Yorkshire de l'Est dans la région Yorkshire et Humber.

La ville est connue pour son église paroissiale de Saint Augustin (St. Augustine's Church) dite the King of Holderness (le Roi de Holderness en anglais) qui est un bâtiment classé aux monuments historiques.